# Żulik
Żulik, chleb(ek) turecki, strucla turecka – rodzaj pieczywa pszennego wyborowego – słodki chleb drożdżowy z rodzynkami, popularny w województwie łódzkim. W skład produktu tego typu wchodzą: mąka pszenna, mleko, drożdże piekarnicze, kawa zbożowa, masło (lub margaryna), melasa lub (sztuczny) miód, rodzynki, woda, jajka, niewielkie ilości soli i cukru. Pieczywo to dzięki zawartości kawy zbożowej i melasy lub miodu zyskuje głęboką brązową (karmelową) barwę i charakterystyczny smak. Standardowy bochenek jest niewielkich rozmiarów i ma kształt tzw. rybki – owalny, podłużny, z wydłużonymi końcami.

## Historia
Żulik w województwie łódzkim pojawił się w latach 60. XX w., gdzie był wytwarzany w tureckiej piekarni prowadzonej przez Mehmeta Nuri Fazli Oglu (1916–1992) przy ul. Nowotki 17 (obecnie ul. Pomorska 17) w Łodzi. Dzięki dużej popularności żulika, zaczęły go wypiekać także inne łódzkie piekarnie.